# Kanaal Bossuit-Kortrijk

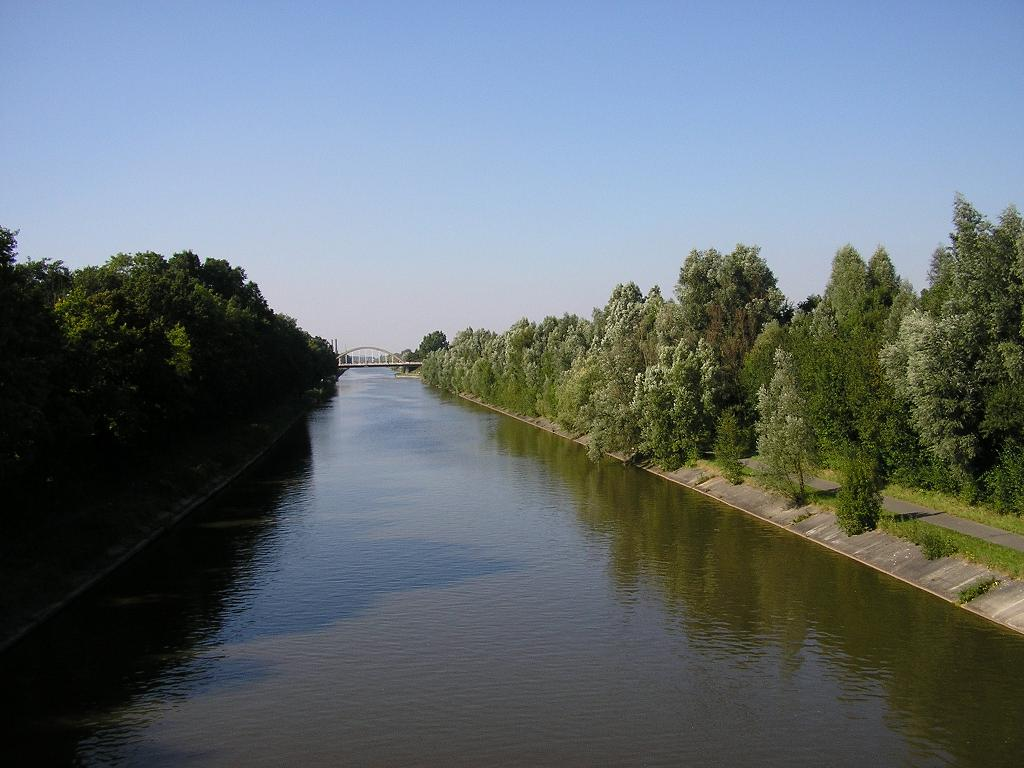
Het kanaal Bossuit-Kortrijk ter hoogte van Zwevegem

Het Kanaal Bossuit-Kortrijk is een kanaal in het zuiden van de Belgische provincie West-Vlaanderen. Het verbindt de Schelde te Bossuit (Avelgem) met de Leie te Kortrijk.
Van Bossuit tot de grens met Kortrijk heeft het een gabarit van 1350 ton (klasse IV). Dat stuk telt drie sluizen, namelijk in Bossuit, in Moen en in Zwevegem. De doortocht van Kortrijk bevat drie sluizen die geklasseerd zijn als industrieel erfgoed, met een gabarit van 300 ton. Hierdoor is de verbinding met de Leie voor grotere schepen dan klasse I (spits) onmogelijk. Vóór de opwaardering naar 1350 ton bevatte het kanaal ook een scheepstunnel, het Souterrain Zwevegem-Moen.
Het kanaal wordt vrijwel uitsluitend gevoed met Scheldewater via pompstations te Bossuit en Moen. Via dit kanaal wordt ook Scheldewater aangevoerd naar het drinkwaterproductiecentrum te Harelbeke, waarbij het provinciaal domein De Gavers als buffer- en beluchtingsbekken fungeert.

## Nieuwe aansluiting op de Leie in Kortrijk
Sinds 2016 loopt een onderzoek met betrekking tot de opwaardering van ook het laatste deel van het kanaal te Kortrijk.
In januari 2024 koos de Vlaamse regering met een ontwerp-voorkeursbesluit voor een nieuw stuk kanaal dat langs de R8 zal lopen, van de Visserskaai in Kortrijk tot aan het kruispunt "Den Hert". In april 2024 startte hiervoor een openbaar onderzoek.

## Geschiedenis
In 1857 werd er een maatschappij opgericht om het kanaal te graven, en om het voor 90 jaar uit te baten. Op die manier kon men grondstoffen uit Écaussinnes, Zinnik en Doornik vervoeren over het water zonder een omweg van 138 kilometer naar Gent te maken. Op 3 oktober 1857 kreeg de aannemer de opdracht om 15,4 kilometer te graven en 11 wachtsluizen te bouwen. Er moesten ook 18 bruggen, een pompstation en 15 woonhuizen voor sluiswachters komen. Het moeilijkste was misschien wel een 611 meter lange tunnel in Moen.
In het begin van de bouw werkten er een honderdtal mijnwerkers uit de Borinage, ongeveer 1.200 mensen per dag werkten aan het kanaal, samen met een veertigtal paarden. Na drie jaar was het bouwen af.
Op 7 februari 1861 werd het kanaal geopend voor de scheepvaart. Er werd een banket georganiseerd in de wintertuin van het Kasteel van Bossuit. Onder meer koning Leopold I was te gast.
Ondanks al deze inspanningen bleek het uitbaten van het kanaal verlieslatend, onder druk van de aandeelhouders werd het op 3 juni 1890 overgenomen door de Belgische Staat.
Door een breuk in de wand ter hoogte van de Ellestraat (ongeveer halverwege het kanaal) liep het kanaal in 1959 compleet leeg. De schade werd later gelinkt aan het graafwerk van muskusratten.
In 1971 werd een groot deel van het kanaal verdiept en verbreed. De tunnel te Moen (Souterrain Zwevegem-Moen) werd vrijgemaakt. Het dorpje Bossuit stond door deze werken een bepaalde tijd volledig droog en moest door de civiele bescherming met drinkwater worden bevoorraad. Ondanks de uitbreidingswerken sloten nadien toch vele fabrieken in Moen en Zwevegem.
In 1998 werd in het oude pompgebouw van Bossuit een streekbezoekerscentrum ingericht. Men kan er het gerestaureerde gebouw en de pompen bezichtigen. Anno 2025 is het pompgebouw in gebruik als stokerij en brasserie.

## Sport
Langs het kanaal bevinden zich drie kajakclubs. Twee hiervan (KKYKC en HKV) liggen tussen de sluizen van Kortrijk en Zwevegem, de derde (KSKZ) ligt tussen de sluizen van Zwevegem en Moen.
In het kanaal kan in open water gezwommen worden.
1. ↑  Kanaal Bossuit-Kortrijk - Wanneer | Seine Schelde Vlaanderen. www.seineschelde.be. Geraadpleegd op 4 december 2023.
2. ↑  https://www.vrt.be/vrtnws/nl/2024/04/08/openbaar-onderzoek-gestart-naar-ingrijpende-plannen-voor-het-kan/